# Арабидзе, Васо
Васо́ (Васи́лий) Окропи́рович Араби́дзе (груз. ვასილ (ვასო) ოქროპირის ძე არაბიძე; 21 февраля 1881, Квирилы — 8 августа 1951, Тбилиси) — советский грузинский актёр театра и кино, театральный деятель, участник революционного движения в России.

## Биография
Родился 21 февраля 1881 года в селении Квирилы (ныне Зестафони) Шорапанского уезда Кутаисской губернии в семье крестьянина — мелкого торговца.
После окончания в 1898 году училища в Тифлисе, уехал в Курск, где был зачислен в землемерное училище. В 1900 году был исключён из училища за участие в революционном движении, в 1901—1902 годах работал в Орловской губернии, затем в Кишинёве.
В конце 1902 года вернулся в Грузию, участвовал в работе социал-демократических групп в Зестафони и Шорапани. Был арестован за революционную деятельность, помещён в Кутаисскую тюрьму, откуда был сослан в Архангельскую губернию. В 1905 году бежал из ссылки, приехал в Москву, поступил в университет.
Участник революции 1905 года. Командир Кавказской боевой дружины, участвовал в баррикадных боях в Москве в декабре 1905 года. В дни декабрьского восстания вместе с дружинниками охранял квартиру А. М. Горького. На квартире Горького познакомился с Ф. И. Шаляпиным. По воспоминаниям Горького, Арабидзе был «энергичный, строго требовательный и героически настроенный революционер».
С 1908 года работал в театрах Тифлиса, Кутаиса, Сухума, Батума, Чиатуры и Баку, играл драматические и характерные роли.
В 1914 году поставил спектакль П. А. Иретели «Герои деревни» в Народном доме в Сочи, с  1915 года — член Сочинского отделения «Общества по распространению грамотности среди грузин». 
В кино с 1916 года, снялся в первом грузинском игровом фильме «Христинэ».
В 1916—1917 годах руководил рабочими драматическими кружками в Баку, ставил спектакли в рабочих кварталах. Одновременно занимался революционной деятельностью. В 1919—1920 годах — руководитель театрального коллектива в Центральном рабочем клубе в Тифлисе. В 1921 году был направлен в Зестафони для руководства самодеятельными коллективами.
Арестован 11 июля 1936 года по обвинению в контрреволюционной троцкистской деятельности. Осуждён 22 ноября 1936 года Особым совещанием при НКВД СССР к 3 годам лишения свободы. Заключение отбывал в Воркутинском отделении Ухтпечлага (с 1938 года — Воркутлаг), в лагерь прибыл 30 января 1937 года. В ноябре и декабре 1936 года жена Арабидзе Е. Г. Амиреджиби обращалась с письмами  к Е. П. Пешковой с просьбой ходатайствовать о пересмотре дела. Дело пересмотрено не было. Освобождён из лагеря 31 января 1939 года. Впоследствии реабилитирован. 
В 1937 году имя Арабидзе было удалено из титров фильмов, в которых он снимался.
Умер 8 августа 1951 года в Тбилиси. Похоронен вместе с женой в Дидубийском пантеоне писателей и общественных деятелей Грузии.
Внёс большой вклад в развитие грузинского театра и кино. Был представлен Госкинпромом Грузии на звание народного артиста республики. Упоминается в романе В. П. Аксёнова «Любовь к электричеству. Повесть о Леониде Красине».

### Семья
- жена — Екатерина Георгиевна Амиреджиби (1888—1975), советская грузинская актриса, народная артистка Грузинской ССР.

## Избранные роли в театре
- «Разбойники» Ф. Шиллера — старый Моор
- «Вчерашние» Ш. Дадиани — Джибо
- «Родина» Д. Эристави — дьякон Гогия
- «Невзгоды Дариспана» Д. Клдиашвили — Дариспан

## Фильмография
- 1916 — Христинэ  — отец Христинэ
- 1922 — Сурамская крепость (нет в титрах)
- 1923 — У позорного столба / Отцеубийца — Онисе
- 1923 — Разбойник Арсен / Горный орёл / Грузинский Стенька Разин — князь Вахтанг
- 1925 — Наездник из Уайльд-Веста / Кто виноват? — сват
- 1926 — Натэлла / Кузнец Микава — Кордзая
- 1927 — Бэла / Человек-коршун — отец Бэлы
- 1930 — Угубзиара / Скачки / К здоровью — Джото
- 1932 — Гасан / Чай — Гасан
- 1932 — Пустыня — Михо
- 1933 — Последние крестоносцы — Мчедела
- 1934 — До скорого свидания
- 1937 — Золотистая долина
- 1945 — Давид Гурамишвили (нет в титрах)
- 1947 — Колыбель поэта — священник
- 1948 — Кето и Котэ —  (нет в титрах)

## Комментарии
1. ↑  В некоторых источниках указывается отчество Арабидзе — Акрапитович, год рождения — 1887[4].
2. ↑  В романе Ч. И. Амирэджиби «Гора Мборгали» упоминается принадлежность Арабидзе к меньшевикам[5].
3. ↑  По другим сведениям, по окончании срока трёхлетней ссылки  в 1905 году Арабидзе приехал в Москву[8].
4. ↑  В письме ПОМПОЛИТа Е. Г. Амиреджиби от 5 мая 1938 года сообщалось: «Оказать содействие не можем, т. к. вообще прекращаем свою работу»[28].